# 郑小瑛
郑小瑛（1929年9月28日—），福建永定人，中国指挥家、音乐教育家、社会活动家，中国第一位女指挥家。
郑小瑛是世界知名的女指挥家，她自1980年以来，在中国和世界各地举行过无数次音乐会和歌剧演出，访问过20多个国家和地区，所到之处获得广泛的好评。她深感普通民众音乐知识和音乐素养之缺乏，创造了独特的边讲解边演奏的“郑小瑛模式”，即在演出之前先对演奏的乐曲进行深入浅出的解说，以帮助听众更好地理解音乐，为普及古典音乐作出了重大的贡献。
郑小瑛还是一位杰出的音乐教育家，她的众多学生曾先后在世界各地举办的许多指挥大赛上获奖，有多人在国内外的重要乐团，剧院担任指挥职务。她十分重视古典音乐在当代大学生中的普及，在担任厦门爱乐音乐总监期间，常常到厦门大学，集美大学等高校举办音乐会，讲座等活动，与学生们展开交流，深受广大学生的欢迎。

## 父母
郑小瑛的父亲郑维（1890-1979），福建永定的客家人，公派留学美国的归国学子。上海外国语学院（现上海外国语大学）英语系教授，1979年以89岁高龄病逝于上海。
郑小瑛的母亲温嗣瑛，四川重庆人，是中亚撒马尔罕(Samarkand)出使明朝的使节定居四川的后裔。
郑小瑛的妹妹郑小维，1958年毕业于上海音乐学院，上海音乐学院作曲系退休副教授。

## 生平

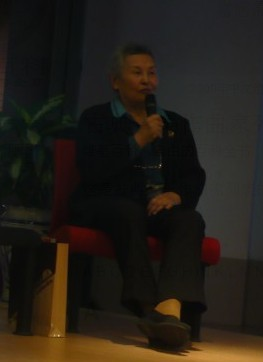
於厦门大学演講

郑小瑛出生在上海的一个知识分子家庭，6岁开始学习钢琴。抗日战争开始后，她随父母逃难到四川，进入航委会政治部子弟小学学习，后来又进入华英女中就读。1947年，她考入金陵女子大学的生物系，但不久就离开大学，独自到解放区。
郑小瑛来到解放区后，参加了中原大学文工团。在为人民群众演出的过程中，她认识到音乐必须结合人民群众的需求，为人民服务。由于她少时学过钢琴，有音乐基础，因此在1952年便得以进入中央音乐学院深造。进入中央音乐学院后，她先在作曲系学习，后来偶然参加了一位苏联专家举办的合唱指挥短期训练班，之后于1960年，又被派到苏联莫斯科音乐学院深造。在苏联学习期间，她成绩优异，并于1962年指挥了普契尼的歌剧《托斯卡》的演出，新华社还专门发文报导。
1963年，郑小瑛回国，在文革期间，她被下放到38军接受“再教育”。改革开放后，她担任中央歌剧团的首席指挥。1989年，她和一些女音乐家组建了爱乐女室内乐团。1994年赴美国讲学。1997年，她受到原厦门市政协主席蔡望怀的邀请，到厦门创办一个民营的乐团。1998年9月9日，厦门爱乐乐团在鼓浪屿音乐厅举行成立首演,郑小瑛担任乐团艺术总监、首席指挥。2013年9月30日，为乐团倾注了15年心血的郑小瑛与厦门爱乐乐团的聘用合同到期，卸任乐团艺术总监职务。

## 婚姻
郑小瑛总共有三次婚姻。
郑小瑛的第一任丈夫待她态度粗暴，比如郑小瑛与同事有些事回家晚了，她的丈夫会从里面锁住房门不让她进家，这让郑小瑛在同事面前很没面子。
郑小瑛的第二任丈夫是中国最富盛名的小提琴家盛中国，盛中国生于1941年，年龄比1929年出生的郑小瑛还小12岁。郑小瑛与盛中国生育一女盛洁。（盛中国离婚后，遇上1961年出生的日本钢琴家濑田裕子(Hiroko SETA)并娶其为妻。）
郑小瑛的第三任丈夫刘恩禹是一位工程师。

## 轶事
郑小瑛因其和蔼可亲的形象常常被人们亲切地称为“郑奶奶”。